# Mara, Sardinien
Mara är en ort och kommun i provinsen Sassari i regionen Sardinien i Italien. Kommunen hade 598 invånare (2017).